# DJ Antoine
DJ Antoine, pseudonimo di Antoine Konrad (Sissach, 23 giugno 1975), è un disc jockey e produttore discografico svizzero di genere house.

## Biografia
Nato e cresciuto in Svizzera, ha avuto successo con alcuni singoli e album in Europa occidentale e in particolare in Svizzera. Pubblicò il suo primo album nel 2000 (Housework 01). Antoine ha venduto oltre 1.000.000 di copie di CD da lui pubblicati guadagnando popolarità anche all'estero, soprattutto in Canada e negli Stati Uniti d'America.
Antoine ha partecipato al Top 100 DJS 2013, classificandosi in 68ª posizione. Nel 2014 DJ Antoine è stato scelto per far parte della giuria di un noto programma televisivo tedesco, Deutschland sucht den Superstar (La Germania cerca la superstar), al fianco di altri personaggi famosi come Dieter Bohlen, Heino e la cantante Mandy Capristo.

## Discografia

### Album in studio
- 2008 – Stop!
- 2008 – 2008
- 2008 – A Weekend at Hotel Campari
- 2009 – 2009
- 2009 – Superhero?
- 2009 – 17900
- 2010 – 2010
- 2010 – WOW
- 2011 – 2011
- 2011 – Welcome to DJ Antoine
- 2013 – Sky Is the Limit
- 2014 – We Are the Party
- 2016 – Provocateur
- 2018 – The Time Is Now

### Album dal vivo
- 2005 – Live in Dubai
- 2006 – Live in St. Tropez
- 2006 – Live in Moscow
- 2008 – Live in Bangkok

### Compilation
- 2008 – Vive la révolution?
- 2012 – Platinum Collection

### Remix
- 2000 – Houseworks 01
- 2000 – @mainstation – Mainstation 01
- 2002 – DJ Antoine
- 2002 – Houseworks Presents Ultraviolet
- 2003 – Summer Anthems
- 2004 – 100%
- 2005 – The Black Album
- 2008 – 2008 – Remixed
- 2009 – 2009 – Remixed
- 2010 – 2010 – Remixed
- 2011 – 2011 – Remixed
- 2011 – Welcome to DJ Antoine – Remixed
- 2019 – 2019 Megamix

### EP
- 1997 – The Disco Bassline EP
- 2007 – Moscow Dyagilev EP (con DJ Vini)

### Videografia
- 2009 – Superhero?

### Singoli
- 1997 – Sound of My Life
- 1999 – Visit Me
- 1999 – Do It
- 2000 – You Make Me Feel
- 2001 – Discosensation (con Mad Mark)
- 2002 – Take It or Leave It (feat. Eve Gallagher)
- 2005 – All We Need
- 2007 – This Time
- 2008 – Funky Kitchen Club (I'll Remain)
- 2008 – Stop!
- 2008 – Apologize
- 2008 – Can't Fight This Feeling (con Mad Mark)
- 2008 – Underneath
- 2008 – Pump Up the Volume (con Mad Mark)
- 2009 – December
- 2009 – In My Dreams
- 2009 – I Promised Myself
- 2009 – One Day, One Night (feat. Mish)
- 2009 – Every Breath
- 2009 – S'Beschte (feat. MC Roby Rob)
- 2011 – Welcome to St. Tropez (feat. Timati & Kalenna)
- 2011 – Sunlight (feat. Tom Dice)
- 2011 – Ma Chérie (feat. The Beat Shakers)
- 2012 – I'm on You (con Timati, Diddy e Dirty Money)
- 2012 – Shake 3X (con Rene Rodrigezz feat. MC Yankoo)
- 2012 – Ma Chérie 2k12 (con Mad Mark)
- 2012 – Broadway (con Mad Mark)
- 2013 – Bella vita
- 2013 – Sky Is the Limit (con Mad Mark)
- 2013 – House Party (con Mad Mark feat. B-Case & U-Jean)
- 2013 – Crazy World (con Mad Mark)
- 2013 – We Are FCB Megamix
- 2014 – Light It Up
- 2014 – Go with Your Heart (con Mad Mark feat. Temara Melek & Euro)
- 2014 – We Are the Party (con Mad Mark feat. X-Stylez)
- 2015 – Wild Side (con Mad Mark feat. Storm)
- 2015 – Holiday (con Mad Mark feat. Akon)
- 2016 – Thank You (feat. Akon)
- 2016 – Weekend Love (feat. Jay Sean)
- 2016 – Dancing in the Headlights (feat. Conor Maynard)
- 2016 – London (con Timati feat. Grigory Lips)
- 2017 – La Vie en rose
- 2017 – I Love Your Smile (con Dizkodude feat. Sibbyl)
- 2018 – El paradiso (feat. Armando e Jimmi the Dealer)
- 2018 – Ole Ole (feat. Karl Wolf e Fito Blanko)
- 2018 – Yallah Habibi (feat. Sido e Moe Phoenix)
- 2020 – Shout (feat. DEADLINE)